# 杜波依斯島

杜波依斯島（英語：DuBois Island），是南極洲的島嶼，處於克羅格島以西2公里，屬於比斯科群島的一部分，根據英國探險隊拍攝的空中照片繪入地圖，以美國的生理學家命名，現時由南極條約體系管理。